# 原子状炭素

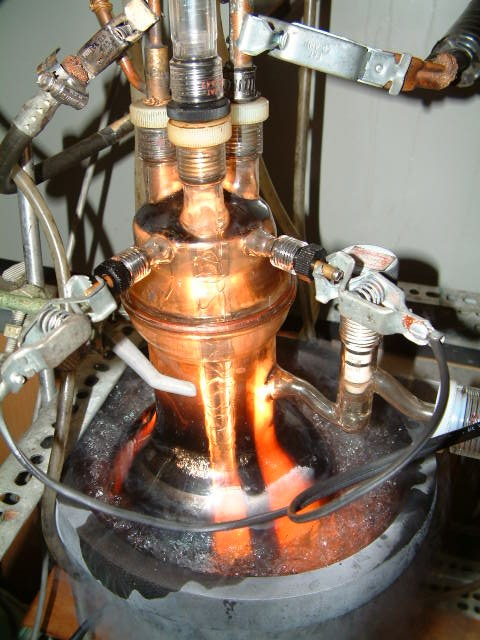
原子状炭素の生成。光源は、2本の炭素棒の間の電弧である。液体窒素で反応容器を冷やしている。黒い物体はすすである。この写真は、オーバーン大学のフィル・シェブリンの研究室で撮影された。

原子状炭素(Atomic carbon)は、単一の炭素原子で、実質的にはジカルベンとして:C:-という化学式を持つ。
非常に短命の化学種で、2本の隣接した炭素棒の間を大きな電流が通過し、電弧を発生した時に生成する。オーバーン大学のフィル・シェブリンが基礎的な研究を行った。
原子状炭素を生成する方法は、バックミンスターフラーレンの生成方法と非常に近く、主な違いは、原子状炭素の生成では低い真空度が使われることである。
この化学種は、カルボニル基から酸素原子を除去して、「真の」カルベンを生成するのに用いられる。
R2C=O + :C: → R2C: + CO
この方法で作られたカルベンは、真のカルベンとしての振る舞いを見せる。ジアゾ化合物を用いる等、他の方法で作られたカルベンは、カルベン自体の性質よりも、生成に用いたジアゾ化合物由来の性質を見せる。この違いは、真のカルベンの振る舞いの全体像を理解する上では重要である。